# Rivière de Cavaillon
Rivière de Cavaillon är ett vattendrag i Haiti.   Det ligger i departementet Sud, i den sydvästra delen av landet, 150 km väster om huvudstaden Port-au-Prince.